# Ágora administrativa de Éfeso
El Ágora administrativa de Éfeso (Ágora del Estado) fue una antigua ágora de la ciudad de Éfeso en Asia Menor, en la actual Turquía. Fue el centro administrativo de la ciudad al menos desde principios de la época imperial romana, y estaba rodeada por los principales edificios administrativos. Los restos del ágora forman parte del yacimiento arqueológico de Éfeso, declarado Patrimonio de la Humanidad por la Unesco.
El ágora administrativa de Éfeso no debe confundirse con el Ágora comercial de Éfeso.

## Historia
Los primeros hallazgos en el emplazamiento de la posterior Ágora administrativa datan del periodo arcaico c. 600-500 a. C. Se han encontrado una calle y tumbas de esa época, lo que sugiere que el lugar se utilizó originalmente como cementerio. A finales del período helenístico, como muy tarde, ya existía un ágora en el lugar.
Fue el centro administrativo de Éfeso desde la época romana, en tiempos del emperador Augusto. Se utilizaba principalmente como lugar de reunión más que como centro comercial. En la época tardorromana, entre los años 200 y 300 d. C., siguió reconstruyéndose.

## Edificios y estructuras

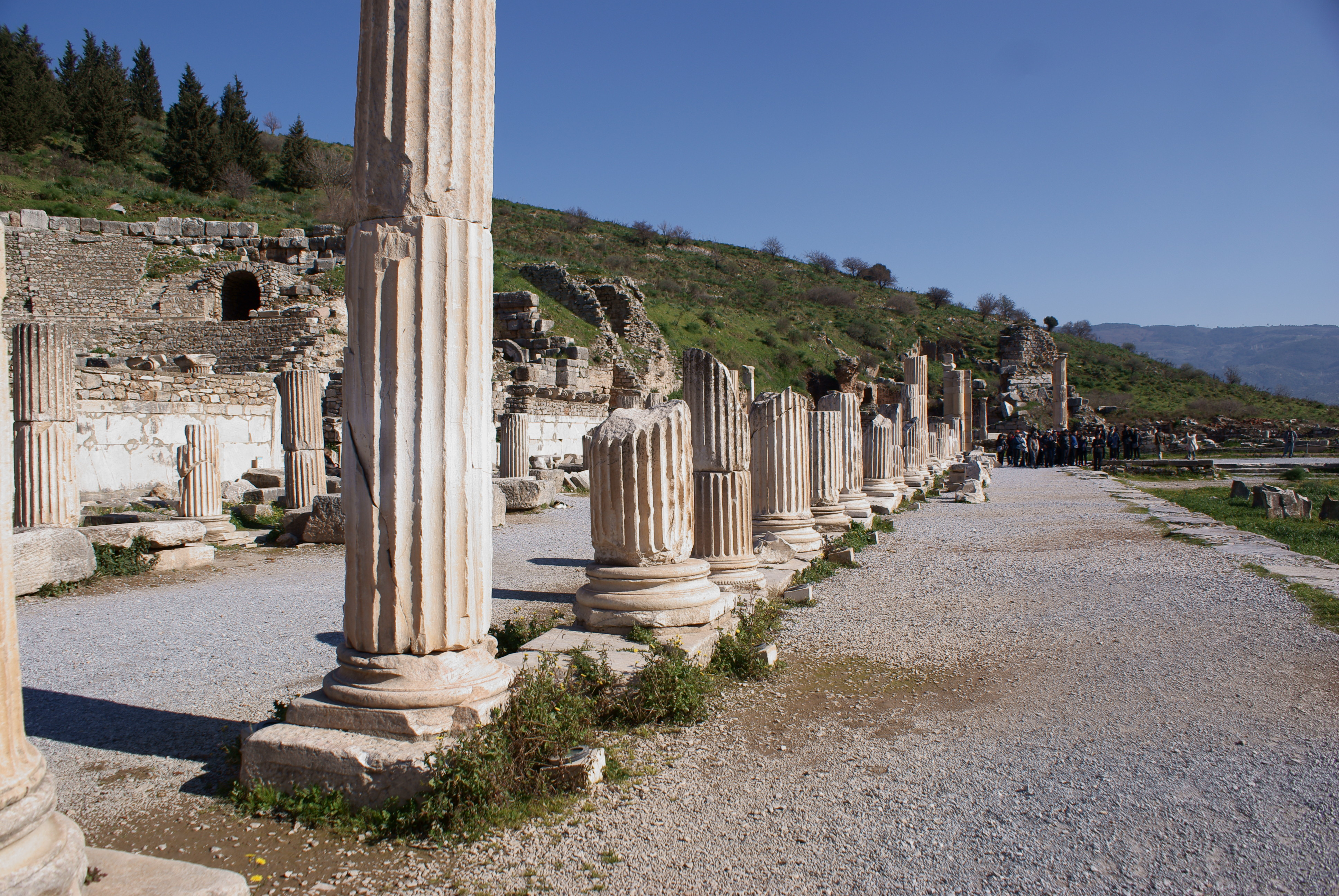
Restos de la Basílica-estoa.

Estaba situada en la parte sur de la ciudad, en el valle entre las montes Peión y Preón, los actuales Panayır-dağ y Bülbül-dağ. Tenía unos 160 metros de largo y 58 metros de ancho. Se había construido un gran terraplén para el ágora con el fin de crear una zona llana.
El ala norte del Ágora estaba delimitada por una gran estoa basilical de tres alas de estilo jónico. Al norte se encontraban el Buleuterio y el Pritaneoo. En el lado sur del ágora había una columnata de dos alas. En su extremo oriental había una puerta de estilo dórico. En el centro del Ágora se encontraba el llamado Templo del Ágora administrativa y al oeste el Templo de Domiciano. La calle del lado oeste del Ágora se conoce como calle de Domiciano, en honor a este templo, y la calle del lado sur como calle de la Puerta de Magnesia. La calle Curetes nacía en la esquina noroeste del Ágora.

### Ágora administrativa de Éfeso
16. Termas.
 
17. Ninfeo.
 
18. Ágora administrativa.
 

Plano del barrio administrativo de Éfeso.

19. Puerta y columnata sur del Ágora.
 
20. Templo del Ágora administrativa.
 
21. Basílica-estoa.
 
22. Buleuterio (“Odeón”).
 
23. Peristilo rodio.
  
24. Pritaneo.
 
25. Casa del Pritaneo.
 
26. Camino de bajada al Pritaneo.
 
27. Pritaneo calcídico.
 
28. Monumento a Polión y pozo de la fuente de Domiciano.
 
29. Palacio del agua (Hidrecdoqueón).
 
30. Templo de Domiciano.
 
31. El llamado monumento Nicho.
 
32. Monumento a Memio.
 
33. Hidreón.
 
35. Puerta Heraclea.
 
36. Calle Curetes.
 
37. Puerta de Trajano.
 
38. Ninfeo Trajano.
 
117. Camino sur desde la puerta de Magnesia.